# 鳥居清種 (2代目)
二代目 鳥居清種（にだいめ とりい きよたね、明治11年〈1878年〉‐ 昭和19年〈1944年〉9月17日）は、明治時代から昭和時代にかけての浮世絵師。

## 来歴
鳥居清貞の門人。姓は保坂、名は庄吉。画姓として鳥居を使用し、清春、二代目清種と号す。俳号は江戸庵機文。作画期は明治中期から昭和初期にかけてで、始め清春と称し芝居番付などを描いていた。他に肉筆の芝居絵を残している。享年67。墓所は善仁寺、法名は釈機文信士。門人に鳥居清秋（二代目清種の長男）、鳥居種信がいる。

## 作品
- 「歌舞伎十八番鳴神 和藤内 元禄暫額」 肉筆画